# Бекство у Египат
Бекство у Египат је прича испричана у Јеванђељу по Матеју (Матеј 2:13–23). Убрзо након посете три мудраца, Јосифу се у сну јавио анђео који му је рекао да са Исусом и Маријом побегне у Египат, јер цар Ирод Велики намерава да га убије.

## Узрок
Када су три мудраца кренула да траже Исуса, отишли су код Ирода Великог у Јерусалим како би га питали где могу да нађу „краља свих Јевреја”. Ирод је постао параноичан да би то дете могло да му отме престо, па је кренуо да га тражи како би га убио. Наредио је покољ младенаца витлејемских у нади да ће убити младог Исуса. Али се Јосифу у сну јавио ађео који га је упозорио и рекао да одведе Исуса и Марију у Египат.
Египат је био логично место за проналазак уточишта, јер није био под влашћу цара Ирода. Египат и Јудеја су били у саставу Римског царства, повезани обалним путем познатим као „морски пут”, те је путовање између њих било лако и релативно сигурно.

## Историја
У Јеванђељу по Луки ова прича није идентична, већ се односи на то да су Јосиф, Марија и Исус отишли у храм у Јерусалиму, а затим кући у Назарет. Следбеници Исусовог семинара стога закључују да су и Лукине и Матејеве приче о рођењу и догађајима везаним за младог Исуса измишљотина. Матеј је настојао да поистовети Исуса Мојсију за јеврејску публику, а Бекство у Египат илустрира управо то.

## Празник
Српска православна црква слави овај празник 26. децембра по црквеном, а 8. јануара по грегоријанском календару.

## Галерија
- Фреска у немачкој цркви у Стипелу
- Јоаким Патинир (1510-е), насликао је неколико слика на ову тему
- Бекство у Египат, Адам Елшајмер око 1605. године
- Рубенс, 1614
- Јан Аселин, око 1640.
- Манастир Свете Катарине на Синају, 12. век